# 오노 반보쿠
오노 반보쿠(일본어: 大野 伴睦 오오노 반보쿠[*], 1890년 9월 20일~1964년 5월 29일)는 13선 중의원 의원을 지낸 일본의 정치인이다.
일본의 고전적인 당인파 정치인으로 유명하며 반짱(伴ちゃん)이라는 애칭으로 불릴 만큼 널리 사랑받은 정치인이었다. "정치는 의리와 인정이다", "원숭이는 나무에서 떨어져도 원숭이지만 국회의원은 선거에서 떨어지면 그냥 사람이다"라는 명언을 남겼다.

## 생애

### 학창 시절
1890년 9월에 기후현 야마가타군 다니아이촌(지금의 야마가타시)에서 오노 나오타로의 4남으로 태어났다. 아버지 나오타로는 생애의 대부분을 촌정을 위해 힘썼기에 모아놓은 재산이 거의 없었다. 직물 장사도 했지만 친척이나 지인들로부터 돈을 빌려야 가계를 겨우 꾸릴 수 있을 정도였기에 항상 부채 문제로 고생을 해야 했다.
고등소학교를 졸업한 오노는 나고야 육군유년학교 입학 시험을 치렀지만 불합격했다. 1908년에 상경하여 1910년에 메이지 대학에 입학했으나 다음 해 초여름에 급성 충수염으로 입원하여 휴학했다.
호헌 운동의 와중에 정치에 관심을 가져 1913년에 다이쇼 정변이 일어나자 폭동에 가담했다가 체포돼 유치소에 들어갔고 대학에서 퇴학 처분을 받았다. 이후 입헌정우회와 인연을 맺어 당의 간부였던 무라노 쓰네에몬의 권유를 따라 원외 정치 활동에 종사했다. 1915년 5월에 외무상 가토 다카아키 공격 연설을 했다가 다시 체포되어 「치안유지법」 제9조 위반으로 금고 3년형을 받아 이치가야 감옥에 수감되었다. 11월에 사면을 받았다.
1922년 도쿄시 시바구에서 시의원으로 당선됐다.

### 정계 입문
1930년에 총선에 출마해 당선됐다. 이후 정우회 하토야마파에 속했다. 1933년에 기독교계 종교법인 미노 미션에 대해 "시민들은 합법적으로 실력 행사를 통해 미노 미션을 폐쇄해야 한다"라고 주장해 종교 박해를 추진했다.
신체제운동이 한창이던 1939년에 정우회가 분열되자 하토야마 이치로와 함께 구하라 후사노스케의 파벌인 정통파에 속했다. 1941년 익찬의원동맹에 반발하며 하토야마와 함께 동교회 결성에 참여했다. 1942년 총선에 비추천 후보로 출마했으나 낙선했다.

### 전후
제2차 세계 대전이 끝난 뒤인 1945년에 일본자유당 창당에 참여했다. 1946년 총선에 자유당 공천으로 출마해 당선되면서 4년 만에 국정에도 복귀했다. 하지만 총재 하토야마와 간사장 고노 이치로가 공직 추방을 당하자 요시다 시게루를 대신 총재로 추대했다. 제1차 요시다 내각이 수립되자 하야시 조지, 마스타니 슈지와 함께 관료 출신인 요시다를 보좌하여 당인파 고산케로 불렸다. 제1차 요시다 내각이 무너지자 사회당 우파의 니시오 스에히로가 연립내각 구성을 타진하며 내무상 취임을 요청했으나 오노는 "사회당 좌파를 잘라내지 않는 한 연립에 참여하지 않겠다"라며 고사했다.
1948년 6월 정치 자금에 관한 문제로 중의원 부당재산거래조사특별위원회에 소환되었다. 같은 해 쇼와전공 사건에 연좌돼 기소되었지만 1951년에 무죄 판결을 받았다.
1952년 8월 26일에 제42대 일본 중의원 의장에 취임했다. 그런데 불과 이틀 뒤에 불시 해산이 이루어져 임기 3일 만에 의장에서 물러났다. 10월 총선 이후 의장으로 재선되었지만 이번엔 5개월 만에 바카야로 해산이 이루어져 이번에도 금방 물러나야 했다.
하토야마와 고노는 공직 추방이 해제되자 미키 부키치 등과 함께 하토야마파를 구성해 요시다파와 대립하게 됐지만 오노는 요시다파에 남았다. 특히 전전에 정우회와 대립 관계였던 입헌민정당 출신으로 익찬의회 이후 급속도로 하토야마와 가까워진 미키에 대해선 격렬하게 반발했다.
1954년에 홋카이도 개발청 장관이 되어 제5차 요시다 내각에 입각했다. 참고로 이때 법무상으로 입각한 오하라 나오시는 전전에 오노가 체포되었을 때 기소를 담당했던 검사로 법정에서 "본래라면 극형에 처해야 한다"라는 말까지 했던 사람이었다. 그래서 요시다에게 농담삼아 "여기에 나를 극형에 처해야 한다고 말씀하신 분이 계신데 동석해도 되겠습니까"라고 물어본 적도 있다. 그리고 이때 오노의 비서관으로 근무했던 나카가와 이치로를 정계에 입문시켰다.

### 중진 정치인
1954년 자유당 총무회장에 취임했으며 반목하던 일본민주당 총무회장 미키와 화해했다. 이후 보수합동을 추진했는데 가장 큰 문제는 누구를 총재로 추대하는가 하는 점이었다. 결국 합의에 실패하여 창당 후 선거를 통해 총재를 선출하기로 약속한 뒤 자유당과 민주당의 총재와 총무회장인 하토야마, 오가타 다케토라, 미키, 오노 등 4명이 총재 대행위원이 되기로 했다. 이렇게 하여 1955년 12월에 자유민주당이 창당됐다. 1956년 4월 총재 선거를 통해 하토야마가 총재로 선출되었다.
같은 해 5월 일본소방회관 건설자금으로 50만 엔을 기부한 공로를 인정받아 1957년 8월에 감수포장을 수훈했다.
자민당이 창당된 뒤 오노는 백정회를 만들어 자신의 파벌을 꾸렸다. 약 40명 정도가 소속되어 있었는데 백정회는 오노의 사후 후계 문제를 둘러싸고 후나다 나카의 일신회와 무라카미 이사무의 일양회로 분열된다.
1957년에 초대 자유민주당 부총재에 취임했다. 또한 일본유족회 고문을 맡아 1958년 1월에 유족들로 구성된 진정단을 조직해 정부와 자민당에 대한 야스쿠니 신사 참배를 요구했다.
같은 해 2월 기시 노부스케가 총재에 취임했다. 기시는 백정회의 협력을 구하기 위해 차기 총재는 오노라고 약속하며 각서까지 썼으나 이는 결국 휴지조각이 되었다. 와타나베 쓰네오에 의하면 1956년 12월 총재 선거 당시 기시는 오노에게 도움을 청했으나 오노는 이를 받아들이지 않았고 결과적으로 이시바시 단잔이 이겼던 것에 대한 보복이었다고도 한다. 어찌되었든 기시가 약속을 무시하자 오노는 기시를 증오하게 되었다. 기시가 총리대신에서 물러나기 전에 우익 인사로부터 칼에 찔려 부상을 입은 사건이 발생했을 때도 "꼴 좋다. 그 허풍쟁이"라고 조롱했다는 얘기도 있다.
총리대신 취임에 대한 의욕을 불태우던 오노는 기시가 물러난 뒤에 치러진 1960년 총재 선거 때 이시이 미쓰지로와 함께 당인파들로부터 출마를 권유받았다. 하지만 오노를 지지하던 기시파 소속 의원 열여 명을 통제하고 있던 가와시마 쇼지로가 "당인파가 분열하면 이케다가 승리한다. 이시이로 일원화를 해야 한다"라고 권하자 오노는 눈물을 머금고 출마를 포기했다. 그런데 가와시마가 "오노를 지지하려 했는데 출마를 포기했으니 우리 파는 이케다를 지지한다"라고 표명해 이케다에게 표를 주면서 이케다 하야토의 승리에 공헌했다. 오노는 가와시마에게 속았다면서 호읍했다.
이후 오노는 이케다에게 접근하여 1961년 다시 부총재에 취임했다. 1962년에는 대규모 방한단을 이끌고 국가재건최고회의 의장 박정희를 만났다. 취임한 지 3년이 지난 1964년 5월 29일에 심근 경색으로 당시 입원중이던 도쿄도 신주쿠구 게이오기주쿠 대학병원에서 사망했다. 향년 73세. 사후에 훈1등 욱일동화대수장을 추증됐고 종2위에 추서됐다. 6월 14일에 고향인 기후현에서 현민장이 거행됐다. 현민장은 기후현지사가 집행위원장을 맡았으며 관료, 국회의원, 현의원, 기후현의 주요 기업의 경영자, 후원회 등 3천 명이 참여했다.

## 오노와 기후현

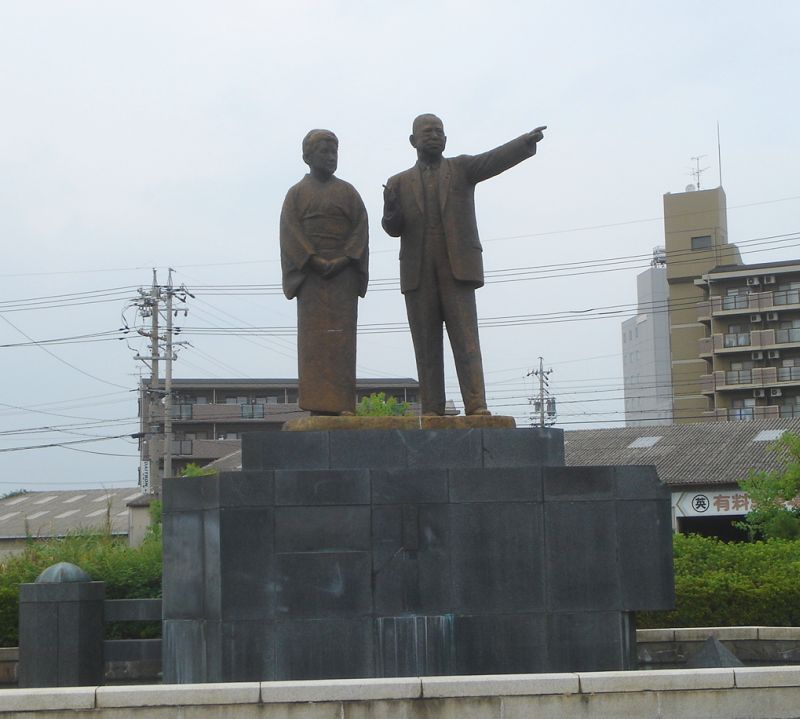
기후하시마역 근처에 세워져 있는 기시 부부의 동상.

『산케이 신문』이 연재한 「전후사 개봉」에 의하면 기후현과 기후시·오가키시는 도카이도 신칸센의 정차역 설치를 희망했지만 두 도시의 지반이 약하고 노선을 대폭적으로 우회시켜야 했기에 예산 문제가 컸고 나고야역과의 거리도 멀어지기에 일본국유철도는 이에 난색을 표했다. 기후현에서 국철의 반응에 크게 반발하자 국철은 오노에게 알선을 의뢰해 노선을 우회시킬 필요가 없는 기후하시마역을 설치하기로 합의가 이루어졌다. 따라서 오노는 지역의 이익을 위해 구철에 압력을 넣은 것이 아니었고 지역의 이익보다 신칸센의 속달성을 우선한 셈이었다. 하지만 오늘날에는 정치 이권의 권화로 여겨져 정치역이라는 조롱을 받고 있다. 현재 기후하시마역 앞에는 기시 부부의 동상이 세워져 있다.
바다와 접하지 않는 기후현의 단점을 극복하기 위해 비와호에 운하를 파서 쓰루가만이나 오사카만·이세만을 연결하는 비와호 운하 계획을 강력하게 추진했다.
주요 지방도 히타치-오미야선을 국도 제293호선으로 지정시키기 위해 노력했다. 이는 오노가 죽고 5년 뒤에 실현되었는데 현재 국도 제400호선과 중복되는 구간에 위치한 도치기현-이바라키현 경계 지역에 있는 고개를 반보쿠 고개라고 부르게 만들었다. 한편 오노는 국도 제258호선 지정을 위해서도 노력했다.

## 이야깃거리
오노는 의리와 인정을 중시 여긴다는 평판이 강하다. 자신의 지역구와 관계없는 한 노파가 "집 근처의 하수구 널판지 정비를 시청에 부탁해도 듣는 채도 안 한다"라며 호소하자 오노는 매우 분개하며 즉시 시청에 전화를 넣었다. 시청의 담당 과장은 즉시 작업을 시작한 것은 말할 것도 없고 과자를 가지고 노파의 집을 직접 찾아 사죄했다고 한다. 또한 도둑이 집에 들었을 때 돈을 건네면서 "지금 가진 게 이것밖에 없는데 더 필요한가?"라고 물었다. 생각지도 못한 상황에 당황한 도둑은 "앞으로 열심히 살겠습니다. 반드시 이 돈을 갚으러 오겠습니다"라고 말했다고 한다.
대단한 애주가로도 유명해 "술을 마신다면 취할 때까지 마셔야 한다"라는 말을 남겼다. 하이쿠를 좋아해 하이진으로도 잘 알려져 있다. 많은 하이쿠를 남겼으며 몇 개는 비석으로도 세워져 있고 사후인 1966년에 시집도 출판됐다.
기시를 싫어하게 된 후로 기시의 친동생인 사토 에이사쿠도 싫어하게 돼 "내가 살아 있는 동안에 사토가 절대 총재를 못하게 하겠다"라며 소리칠 정도였다. 다만 기시와 무관하게 사토가 내각관방장관으로 재직할 때부터 태도가 건방진 관료라며 이미 싫어했다. 사토는 오노가 죽었을 때 그의 서민성을 칭찬하며 "모두에게 반짱이라 불리며 사랑받은 고인을 닮고자 나도 에이짱이라 불리고 싶다"라고 말한 적이 있는데 훗날 "달리 칭찬할 말이 없어서 그랬다"라며 오노를 혹평했다.
『마이니치 신문』의 기자였던 와타나베 쓰네오는 오노 담당 기자로 오노의 총애를 받았다. 와타나베가 오노를 찾아오면 오노는 주위를 물리고 와타나베와 독대를 할 정도의 관계였으며 새 내각이 들어서면 오노파에서 누가 입각할지를 선정하는 일에도 조언을 자주 했다. 오노가 죽고 난 뒤 오노파가 가와카미파와 후나다파로 쪼개질 때도 의원의 분배에 관여했다고 한다.

## 가족 관계
아버지 오노 나오타로는 다니아이촌장 등을 역임한 명망가이며 넷째 아들 오노 아키라는 9선 중의원 의원과 초선 참의원 의원을 지낸 정치인이다. 그의 부인인 오노 쓰야코도 재선 참의원 의원을 지냈으며 차남인 오노 야스타다도 재선 참의원 의원으로 재직중이다.

## 고노 이치로를 연기한 배우
- 칸다 타카시: 1977년 영화 『야쿠자 전쟁 일본의 수령』
- 쿠메 아키라: 1977년 NHK 종합 텔레비전 드라마 『일본의 전쟁』
- 타자키 준: 1983년 영화 『소설 요시다 학교』
- 시카우치 타카시: 2009년 TBS 텔레비전 드라마 『관료들의 여름』

## 역대 선거 기록
|  | 0% |

|  | 0% |

|  | 0% |

|  | 0% |

|  | 0% |

|  | 0% |

|  | 14.5% |

|  | 12.4% |

|  | 21.7% |

|  | 19% |

|  | 16.8% |

|  | 19.9% |

|  | 23% |

|  | 24.6% |

## 같이 보기
- 요시다 시게루
- 고노 이치로
- 미키 부키치
- 이시이 미쓰지로
- 하야시 조지
- 나카가와 이치로
- 기시 노부스케
- 역도산

### 내용주
1. ↑  기시의 손자인 아베 신조는 할아버지에게 직접 들었다며 "정치인은 목적을 위해서라면 거짓말을 해도 된다"라고 말했다고 한다.
2. ↑  가와시마가 오노를 낙선시키고 이케다를 당선시킨 이유는 불명이다. 가와시마 본인은 훗날 "이케다 총재를 희망한 기시의 지시가 있었다"라고 말한 적이 있다.[9]